# Oorlogsburgemeester

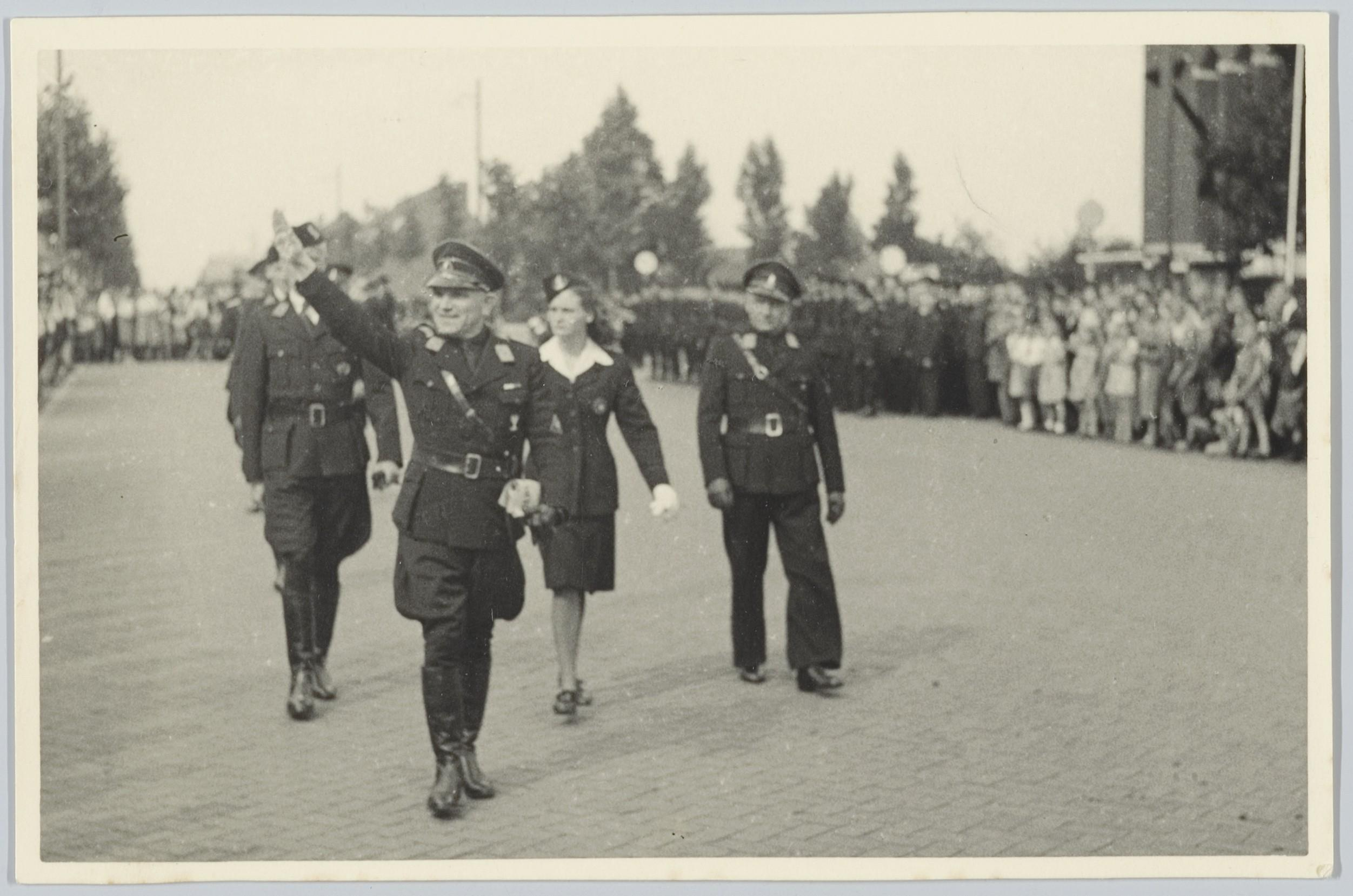
Installatie van ir. Samuel D.J. Westendorff als burgemeester van Nieuwer-Amstel (22 augustus 1942)

Een oorlogsburgemeester, ook wel ersatzburgemeester genoemd, was iemand die tijdens de Duitse bezetting gedurende de Tweede Wereldoorlog tot burgemeester van een gemeente werd benoemd. 'Oorlogsburgemeester' wordt ook wel gebruikt voor de burgemeester in oorlogstijd, de burgemeester die zijn ambt in oorlogstijd vervulde. Dan gaat het om burgemeesters die voor de oorlog waren benoemd en tijdens een deel of geheel de bezettingstijd het ambt bleven uitoefenen. In tegenstelling tot de ersatzburgemeesters waren zij niet per definitie Duitsgezind.

## In Nederland en België
Noch in Nederland (waar het om een burgemeester-ambtenaar ging) noch in België (waar het om een politieke benoeming ging) was tijdens de Duitse bezetting een vaste benoeming bij koninklijk besluit mogelijk, gezien de afwezigheid van staatshoofd en regering, zodat zowel tijdens als na de oorlog die benoemingen constitutioneel enkel als die van een waarnemend burgemeester konden gelden. Hij (het was waarschijnlijk nooit een vrouw) werd in beide landen formeel benoemd door de secretaris-generaal voor Binnenlandse Zaken, maar slechts na goedkeuring (Genehmigung) door de bezettende overheid. Soms trad de bezetter eigenmachtig op en benoemde een commissaris-burgemeester, die dan achteraf noodgedwongen wel door de secretaris-generaal in de functie bevestigd werd. In principe stonden de oorlogsburgemeesters aan de kant van de bezetter en waren ze overtuigde nationaalsocialisten of althans volgzame medewerkers aan wat de Nieuwe Orde werd genoemd.
De lokale bestuurders werden de hele oorlog door geconfronteerd met aanzienlijke problemen zoals de voedselvoorziening en -schaarste, de rantsoenering en de zegelbedeling, de bestrijding van de zwarte markt, de ordehandhaving, de vrijwillige of verplichte tewerkstelling, de eigen financiële middelen, de vluchtelingenproblematiek, het onderhoud en het herstellen van schade aan infrastructuur en gebouwen, de werkloosheidsproblematiek en de sociale voorzieningen. Ze moesten daarbij gevolg geven aan de talrijke regels en bevelen die door de bezetter hetzij aan de nationale voogdijoverheden, hetzij rechtstreeks aan de burgemeesters en de gemeentebesturen werden opgelegd.
Ze werden daarbij door de bezetter belast met een massale hoeveelheid aan opdrachten voor het verstrekken van informatie over de meest uiteenlopende zaken. Bij de rechterlijke onderzoeken na de oorlog, was het soms moeilijk de lijn te trekken tussen wat rechtmatige informatie was geweest en wat gewoon verklikking was. Het probleem lag vooral in de lijsten die van de gemeenten werden geëist van onder meer Joden, verzetslieden, werkweigeraars of op te pakken gijzelaars.
In beide landen werd het nazistisch leidersbeginsel of Führerprinzip ingevoerd, waarbij de democratische overleg- en controleorganen zoals provincie- en gemeenteraden, net zoals de parlementen, werden afgeschaft of lamgelegd.

## In Nederland

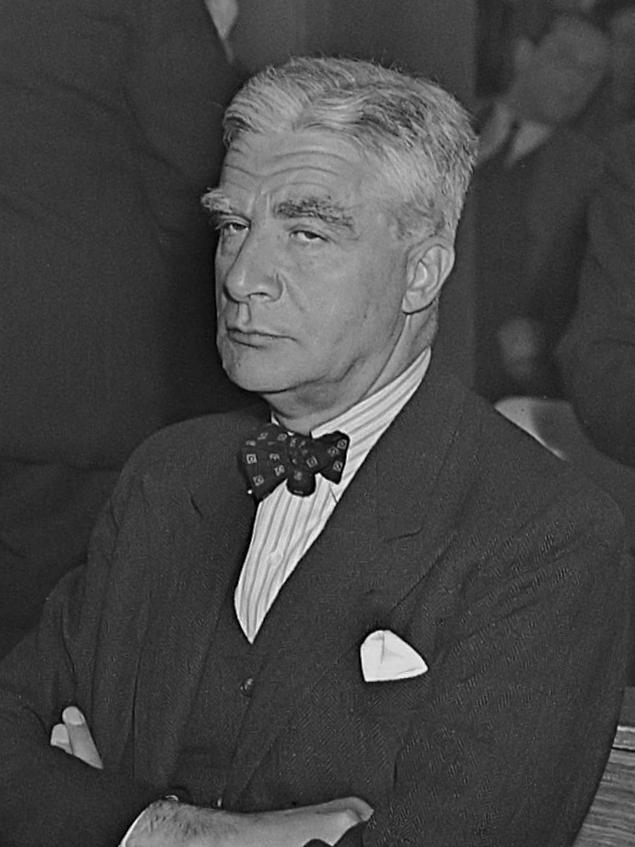
Edward Voûte, oorlogsburgemeester van Amsterdam en lid van de Germaansche SS Nederland

De burgemeesters moesten tijdens de Tweede Wereldoorlog de bezetter bijstaan, met dien verstande dat deze zelf, in overeenstemming met de Internationale Oorlogsconventies van Den Haag, de Nederlandse wet en rechtsorde moest respecteren. Van dat laatste kwam vanwege de bezettende macht weinig of niets terecht. De burgemeesters moesten dan ook vaak, zoals historicus Peter Romijn opmerkte, kiezen tussen ontslag en vervanging door een Duitsgezinde of aanblijven en aan de Duitse eisen gevolg geven.
In tegenstelling tot België, dat door een Militärverwaltung werd geleid, viel Nederland onder een Zivilverwaltung, rechtstreeks onder SS-gezag geplaatst en met een zo mogelijk nog strengere greep op de Nederlandse besturen, om te beginnen op de ministeriële departementen en dit tot op het niveau van de gemeentebesturen en de plaatselijke organisaties.
Reichskommissar Arthur Seyss-Inquart, hoofd van de Duitse bezettingsmacht, legde voor alle benoemingen zijn wil op aan secretaris-generaal Karel Johannes Frederiks van Binnenlandse Zaken.  Seyss-Inquart en zijn bezettende bestuur beslisten in laatste instantie over de benoeming, zeker voor de grotere steden, van de nieuwe burgemeesters, die hoofdzakelijk lid waren van de NSB of minstens aangezien werden als collaboratiebereid en Nieuwe Orde- of nazigezind. De Reichskommissar werd onder meer bijgestaan door een 'Generalkommissar für Verwaltung und Justiz', dr. Friedrich Wimmer. Geen enkele benoeming (burgemeester, wethouder, politiecommissaris, enz.) kon doorgaan zonder de voorafgaande goedkeuring van het Duitse bestuur. Als het naar zijn zin  niet vlug genoeg ging, nam de bezetter zelf initiatief en stelde Duitsgezinde personen als 'regeringscommissaris-burgemeester' aan.
Nederland kende in 1940, voor 1000 gemeenten, 925 burgemeesters (een aantal onder hen was burgemeester voor twee of meer kleine gemeenten). Alleen in kleinere gemeenten konden vooroorlogse burgemeesters zich desgevallend, mits voorzichtig en desnoods gehoorzaam handelen, handhaven. Meer dan 500 burgemeesters werden door min of meer Duitsgezinde oorlogsburgemeesters vervangen, onder wie 370 militant NSB'er waren. Vooral vanaf 1942 werden deze door de bevolking zeer negatief beoordeeld. In 1943 richtte de NSB een Landwacht op die de burgemeesters en andere partijleden moest beschermen tegen het verzet. Zoals andere collaborateurs werden die burgemeesters na de oorlog allen ontslagen, meestal oneervol, en rechterlijk vervolgd, vaak ook nog tot gevangenisstraf veroordeeld en van hun burgerrechten beroofd. In een later artikel heeft men het over 509 burgemeesters (NSB'ers en anderen) die na de Bevrijding werden afgezet en meestal strafrechtelijk vervolgd. Vierenzeventig oorlogsburgemeesters die niet tot de NSB behoorden, moesten eveneens, in het kader van de zuivering, het veld ruimen.
Ook secretaris-generaal Karel Johannes Frederiks werd ontslagen, omdat (volgens de conclusie van de aangestelde zuiveringscommissie) zijn politiek van schipperen, meevaren, laveren, bakzeil halen, dobberen en boot afhouden had gefaald en noodlottig was geweest. De 'politiek van het minste kwaad' nagestreefd door volgzame ambtenaren, had vooral in het voordeel van de bezetter gespeeld. Ook de commissarissen van de koningin aan het hoofd van de provincies (omgedoopt tot "commissaris der provincie"), werden tijdens de oorlog vervangen, meestal door NSB-leden, die na de oorlog eveneens werden afgezet en meest allen veroordeeld.
De veroordelingen van de lokale bestuurders door de zuiveringsrechtbanken bleven in de meeste gevallen eerder mild. Een enkele terdoodveroordeling en executie trof de burgemeester van Velsen die zich sterk pro-nazi had ingezet. In de meeste gevallen betrof het gevangenisstraffen die minder dan tien jaar bedroegen en meestal slechts gedeeltelijk werden uitgezeten. De ontslagen burgemeesters, veroordeeld of niet, werden zelden of niet opnieuw in een openbare functie benoemd.
Achteraf luidde het negatieve oordeel van professor Peter Romijn over het geheel van de burgemeesters, Duitsgezind of niet: Hier ligt een zware collectieve verantwoordelijkheid en het is van geval tot geval de vraag of de verdiensten hebben opgewogen tegen de nadelige gevolgen. Hij concludeerde dat het lokaal bestuur tijdens de bezetting een instrument van de Duitse macht was geweest.
Arend Hulshof besloot in het boek dat hij wijdde aan zijn overgrootvader: Rijpstra en veel van zijn collega’s waren weliswaar geen ‘foute’ burgemeesters in de zin van NSB'ers of door de bezetter benoemd, maar uiteindelijk werkten ze wel stap voor stap mee aan steeds verdergaande maatregelen van de bezetter. Wie had toen kunnen denken op welk hellend vlak de aanblijvende burgemeesters terecht zouden komen? Een hellend vlak dat velen, letterlijk, naar de hel zou voeren.

### Collaborerende oorlogsburgemeesters
De nazivriendelijkheid van de gemeentebesturen nam vanaf het einde van 1941 in snel tempo toe en weldra had 70% van de Nederlandse bevolking, vooral in de grotere steden, als burgemeester een NSB'er of zelfs, zoals in Amsterdam, een SS'er. Onder hen trof men onder meer aan:
- Amsterdam: Edward Voûte (Germaanse SS), regeringscommissaris-burgemeester
- Apeldoorn: Dirk Frans Pont (NSB)
- Born, Haaksbergen & Enschede: Jan Hendrik Oonk (Germaanse SS & NSB)
- Breda: Gerrit Coenraad Blom (NSB en Germaanse SS)
- Den Bosch: Constant Arnold Franciscus Herman Willy Bernard van den Clooster Sloet tot Everlo (NSB) en A.M.P. Thomassen (NSB)
- Den Haag: Harmen Westra (NSB)
- Eindhoven: Hub Pulles (NSB)
- Enschede: Jan Schelp (NSB)
- Gouda:  Eugène Albert Arnold Liera (NSB) en Bernard Willem Paul Acket (NSB)
- Groningen: Petrus Fokko Tammens (NSB)
- Haarlem: Simon Plekker (NSB), regeringscommissaris-burgemeester
- Helmond: Harmen Adriaan Maas (NSB)
- Hilversum: Ernst von Bönninghausen (NSB), regeringscommissaris-burgemeester
- Leeuwarden: Wilhelm Johannes Schönhard (NSB)
- Leiden: Raimond Nazaire de Ruijter van Steveninck (NSB)
- Maassluis: Ort (NSB), regeringscommissaris-burgemeester
- Maastricht: Louis Peeters (NSB)
- Middelburg en Zwolle: Adriaan Meerkamp van Embden (NSB)
- Nieuwer-Amstel: Samuel D.J. Westendorff (NSB)
- Nijmegen: Marius van Lokhorst (NSB)
- Olst: Paul Johan Marie Coenen (NSB)
- Putten: Frits Klinkenberg (NSB)
- Rijswijk: Harmen Westra (NSB)
- Roosendaal: Jacques T. H. Daems (NSB)
- Rotterdam: Frederik Ernst Müller (NSB)
- Tilburg en Nijmegen: Harmanus Hondius (NSB)
- Utrecht: Cornelis van Ravenswaay (NSB)
- Velsen: Tjeerd van der Weide (NSB)
- Wageningen en Barneveld: Wouter Hendrik van den Brink (NSB)
- Wassenaar: Daniël de Blocq van Scheltinga (NSB)
- Wieringen: Albertus van Diemen (NSB)
- Zaandam: Cornelis van Ravenswaai (NSB), regeringscommissaris-burgemeester
- Zaltbommel: Jan Boll (NSB)
- Zandvoort: J.W. Zigelen (NSB)
- Zutphen: Johan Adolph Tesebeld (NSB)

## In België

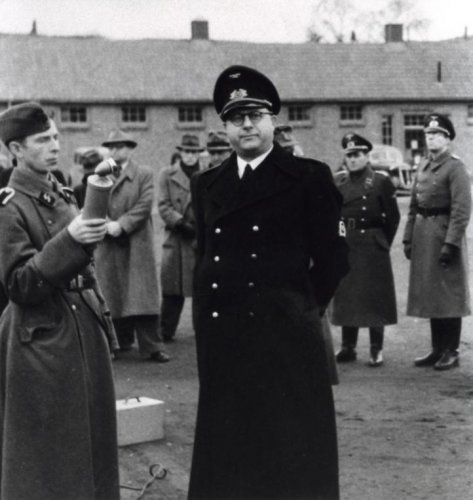
Hendrik Elias, oorlogsburgemeester van Gent en leider van het VNV

Na de bezetting van België door Duitsland, rekende de bezetter erop dat de lokale besturen, in de eerste plaats vertegenwoordigd door 2617 burgemeesters, gewoon en onderdanig zouden doorwerken. Er was echter nogal wat ontreddering, want een beduidend aantal (ongeveer een derde) van de burgemeesters en schepenen was op de vlucht geslagen en sommigen kwamen maar laat of zelfs helemaal niet weer opdagen. Deze postverlating had blijvende gevolgen en resulteerde onder meer in heel wat verwijderingen van wie gevlucht waren (wat de burgemeesters betreft ging het om 221 ambtsdragers: 59 afzettingen, 11 verplichte ontslagnemingen, 151 spontane ontslagnemingen), zodat al een eerste bres werd geslagen langs waar Nieuwe Ordegezinde personen in gemeentelijke functies konden benoemd worden. Indien de benoemingen naar de zin van de bezetter of van de collaborerende politieke partijen niet snel genoeg gebeurden, werden ook hier commissarissen-burgemeesters rechtstreeks door de Duitsers aangesteld.
De greep naar de macht kwam vooral goed op gang vanaf 1941. De Duitse overheid legde met zijn "ouderdomsverordening" een maximumleeftijd op van zestig jaar, niet alleen voor burgemeesters, schepenen en gemeentesecretarissen, maar ook voor rechters, hoge ambtenaren, politiecommissarissen, enz. Dit opende plots de mogelijkheid om duizenden nieuwe benoemingen te doen, die hoofdzakelijk onder de aanhangers van de collaboratie werden gezocht. Er waren nieuw te benoemen: 981 burgemeesters, 1883 schepenen en 492 gemeentesecretarissen. De Duitse administratie, geleid door Eggert Reeder, waakte erover dat Duitsgezinden werden benoemd. In Vlaanderen was het vooral het VNV dat beslag legde op wat aan macht op het gemeentelijk vlak overbleef, in Wallonië was het vooral Rex. De secretaris-generaal voor Binnenlandse Zaken, Jean-François Vossen, nam verplicht ontslag en de weg was hierdoor vrij om een Duitsgezinde te benoemen. Het werd vanaf april 1941 de VNV'er Gérard Romsée. Samen met de nieuwbenoemde Duitsgezinde gouverneurs, kon hij verder de lokale bestuurders benoemen, mits steeds vooraf de Duitse goedkeuring, de befaamde Genehmigung, te hebben verkregen. Zijn autonomie tegenover de bezetter was gering en hij zorgde hoe dan ook voor partijgetrouwen in de burgemeesterszetels. Hadden deze benoemingen nog een schijn van wettelijkheid, dan werden er ook op volstrekt illegale manier door de bezetter rechtstreeks benoemingen gedaan van commissarissen-burgemeesters. Een daarvan was de benoeming van Hendrik Elias als commissaris-burgemeester van Gent, die door Vossen geweigerd werd en pas op 21 augustus 1941 door Romsée geregulariseerd werd.
Als er na verloop van tijd nog circa 30 procent van de vooroorlogse burgemeesters overbleven, dan was dit in landelijke gemeenten waar ze zich, mits voorzichtig handelen, konden handhaven. Een uitzondering onder de grote steden was Antwerpen, waar de vooroorlogse schepen Leo Delwaide (die het vertrouwen genoot van de Duitse havenmilieus) zich tot begin 1944 kon handhaven als waarnemend burgemeester, maar toen ook de plaats moest ruimen voor een VNV'er. In de grotere steden was daarenboven ook de hoofdcommissaris van politie meestal een Duitsgezinde VNV'er of rexist.
De bezetter stapte af van de door een meerderheid binnen de gemeentebesturen verkozen en voorgedragen burgemeester. De verkozen burgemeester werd vervangen door een bezoldigde burgemeester-ambtenaar. Hij hoefde geen lid van de (overigens afgeschafte) gemeenteraad meer te zijn, hoefde zelfs niet eens meer in de gemeente te wonen, om benoemd te worden.

### Collaborerende oorlogsburgemeesters
Onder de collaboratie- en Duitsgezinde, vaak nazigezinde burgemeesters, bevonden zich onder meer:
- Aaigem: Polydoor Van Couter (VNV)
- Aalst: Victor Bocqué (VNV)
- Aarlen: Lucien Eichhorn (Rex)
- Aarschot: August Ver Elst (VNV)
- Aartselaar: August Brants (VNV)
- Adinkerke: Lodewijk Ryckeboer (VNV)
- Antheit: Jules Binamé (Rex)
- (Groot-)Antwerpen: Jan Timmermans (VNV)
- Appelterre: Crommelinckx (VNV)
- As: Lambert Dexters (VNV)
- Asse: Jan van Hoof (VNV)
- Assebroek: Arthur Van Loo (VNV)
- Avelgem: Leon Vandemeulebroecke (VNV)
- Balegem: Georges Baele (VNV)
- Beerse: August Donckers (VNV)
- Beez: Arthur Bothy (Rex)
- Bekkevoort: Alfons Michiels (VNV̩)
- Bellegem: Adolf Lefèvre (VNV)
- Beringen: Karel Smeuninck (VNV)
- Berlare: Eugène Lemmens (VNV)
- Bernissart: Jean-Nestor Martin (Rex)
- Beveren (Roeselare): Gerard Seys (VNV)
- Bikschote: Alberic Haeghendoorn (VNV)
- Bièvre: Désiré Istasse (Rex)
- Binche: Hubert Leroy (Rex)
- Binkom: Joannes Frominckx (VNV)
- Bissegem: Felix Laperre (VNV)
- Blankenberge: Victor De Rycker (VNV)
- Boechout: Staf Van Sintjan (VNV)
- Bonlez: Antoine Gaspar (Rex)
- Bornem: Emiel Roelants (VNV)
- Boussu: Gerard Donnet (Rex)
- Brasschaat: Hippoliet Paelinck (VNV)
- Breendonk: Albert Moortgat (VNV)
- Broechem: Vogelaere (VNV)
- (Groot-)Brugge: Jozef Devroe (VNV)
- (Groot-)Brussel: Jan Grauls (VNV)
- Burcht: Antoon Van Goethem (VNV) - August De Cock (VNV)
- Carnières: Albert Dupont (Rex)
- Chapelle-lez-Herlaimont: Alexandre Want (Rex)
- (Groot-)Charleroi: Prosper Teughels (Rex) en Oswald Englebin (Rex)
- Dadizele: Gerard Ingelbeen (VNV) (commissaris-burgemeester)
- Deerlijk: Alfons Verbrugge (VNV)
- Denderwindeke: Prosper Verckens (VNV)
- De Panne: Karel Cherlet (VNV)
- Diegem: Joseph Teugels (VNV)
- Diepenbeek: Louis Rochus (VNV)
- Diest: Jules Vertessen (VNV)
- Diksmuide: Paul Ketele (VNV)
- Dour: Arthur Surin (Rex)
- Dudzele: Georges Steyaert (VNV)
- Duffel: Julien Mariën (VNV)
- Edegem: Gaston Mauquoi (VNV)
- Ecaussines: Fernand Redaux (Rex)
- Eeklo: Arthur Van Zandycke (nazigezind) (commissaris-burgemeester)
- Éghezée: Léon Henricot (Rex)
- Eisden: Paul Lambrechts (VNV)
- Eksaarde: Jozef de Pillecijn (VNV)
- Ellezelles: Albert Thiry (Rex)
- Erembodegem: Dominicus Trog (VNV)
- Essen: Karel Govaerts (VNV)
- Estinnes-au-Val: Arthur Staquet (Rex)
- Flémalle: Charles Fresson (Rex)
- Fleurus: Francis Delvigne (Rex)
- Floreffe: Monin (Rex)
- Forêt Trooz: Armand Ramioul (Rex)
- Gaurain-Ramecroix: Marcel-Simon Bataille (Rex)
- Geel: Karel Pelgroms (VNV)
- Genk: Jozef Olaerts (VNV)
- Gent: Hendrik Elias (VNV) (commissaris-burgemeester), August De Wilde
- Gerpinnes: Maurice Houyet (Rex)
- Givry:Frans Garin (Rex)
- Grand-Hallet: Emile Renson (Rex)
- Grembergen: Armand Smet (VNV)
- Haacht: Joseph Vermeylen (VNV)
- Haine-Saint-Paul: Georges Faveyts (Rex)
- Halle : Omer Bogemans (VNV)
- Harelbeke: Marcel Catrysse (VNV)
- Hasselt: Jef Deumens (VNV)
- Heffen: Seeldraeyers (VNV)
- Hekelgem: August De Schrijver (VNV)
- Heindonk: Albert Cluydts (VNV)
- Heist-aan-Zee: Walter De Jonghe (VNV)
- Heist-op-den-Berg: Hendrik Corten (VNV) (commissaris-burgemeester)
- Hemiksem: Adolf Cauwenberghs (VNV)
- Heppen: Jozef Nuyts (VNV)
- Herdersem: Frans De Boeck (VNV)
- Herenthout: Jozef Heylen (VNV)
- Herk-de-Stad: Pierre Berden (VNV)
- Herzele: Gerardus Parmentier (VNV) (commissaris-burgemeester)
- Hoevenen: L. Denissen (VNV)
- Hofstade: Hendrik Rainson (VNV)
- Hombeek: Ludo Keuleers (VNV)
- Hoogstraten: Piet Gommers (VNV)
- Hornu: François Boveroulle (Rex)
- Hove: Pieter Vorlat (VNV)
- Huise: Gaston Vandevelde (VNV)
- Huizingen: Herinckx (VNV)
- Ichtegem: Maurice Dekeyser (VNV)
- Ieper: Antoon Notebaert (VNV)
- Iddergem: Rufinus Sonck (VNV)
- Itegem: Karel Govaerts (VNV)
- Ittre: Dusart (Rex)
- Izegem: Paul Depoorter (VNV)
- Jamagne: Edmond Leclercq (Rex)
- Jemappes: Jean Brasseur (Rex)
- Kaaskerke: Clemens De Landtsheere (VNV)
- Kapellen: Jan-Frans Jacobs (Rex - VNV - DeVlag)
- Kerniel: Knapen (VNV)
- Kessel: Jean Busschots (VNV)
- Kessel-Lo: Meurrens (VNV)
- Kieldrecht: Paul Van Haelst (VNV)
- Knokke: Florent Leyns (VNV)
- Koersel: Paul Moons (VNV)
- Komen: Octaaf Govaert (VNV)
- Koningshooikt: Liekens (VNV)
- Kontich: Jozef Tolleneer (VNV)
- Koolskamp: Michel Coghe (VNV)
- Korbeek-Lo: Alfons Brughmans (VNV)
- Kortrijk: Luciaan Ryckeboer (VNV) (dienstdoend)
- Kruibeke: Hubert Verschraegen (VNV)
- Kuurne: Cyriel Costenoble (VNV)
- Kwaadmechelen: Karel Zels (VNV)
- Laarne: Gerardus Staelens (VNV)
- La Louvière: Raoul Goutier (Rex) - Jean Gorain (Rex)
- Lamain: Robert Lefebvre (Rex)
- Lampernisse: Maurice Godderis (VNV)
- Lanaken: Hendrik Hoebrechts (VNV)
- Langemark: Eugène Top (VNV)
- Lede: Jozef Cool (VNV)
- Leefdaal: Clement Ronsmans (VNV)
- Leest: J. Verschueren (VNV)
- Leisele: Maurice Vanlerberghe (VNV)
- Leuven: Richard Bruynoghe (hoogleraar, apolitiek)
- Liedekerke: Piet Basteleurs (VNV)
- Lierneux: Lucien Rensonnet (Rex)
- Lier: Alfred Van der Hallen (VNV)
- Ligny: Zéphir Denys (Rex)
- Lint: K.G. Bruynseels (VNV)
- Lissewege: Amedée Boi (Rex, VNV, DeVlag)
- Lochristi: Govaerts (VNV)
- Lokeren: Stan De Bruyn (VNV)
- Lommel: Petrus Luyckx (VNV)
- Londerzeel: Verbesselt (VNV)
- (Groot-)Luik: Joseph Bologne (socialist) - Gerard Willems (Rex) - Albert Dargent (Rex)
- Machelen: Pieter Verhelpen (VNV)
- Mariembourg: Maurice Pirard (Rex)
- Marke: Aloïs Ostyn (VNV)
- Massenhoven: Montens (VNV)
- Maulde: Adolphe De Paepe (Rex)
- Mechelen: Camiel Baeck (VNV)
- Meerbeek: Jozef Crassaerts (VNV)
- Meerhout: Gustaaf Berghmans (VNV) - Gerard Smaers (VNV)
- Melle: Joris Cosyns (VNV)
- Menen: Aimé Maenhout (VNV)
- Merbes-le-Château: Léon Staquet (Rex)
- Merkem: Marcel Hillewaere (VNV)
- Messelbroek: Stynen (VNV)
- Mévergnies: Armand Assoignon (Rex)
- Moen: Coene (VNV)
- Moere: Jules Keldermans (VNV)
- Moerzeke: Livinus D'Hollander (VNV)
- Moeskroen: Sylveer Derveaux (VNV)
- Moha: Max Jadoul (Rex)
- Mol: Thomas Debacker(VNV)
- Mons: Lucien Denis (Rex)
- Moorslede: Octaaf Lauwers (VNV)
- Morkhoven: Emiel Willems (VNV)
- Mortsel: J. Juchen (VNV)
- Nalinnes: Oscar Sohy (Rex)
- Nederboelare: Petrus De Freine (VNV)
- Neerlinter: Hubert Morren (VNV)
- Nederzwalm-Hermelgem: Leon Verstraeten (VNV)
- Nieuwrode: Frederic Van den Ende (VNV)
- Ninove: Karel Dortant (VNV)
- Nismes: Marcel Stavelot (Rex)
- Nokere: Roger Van Hee (VNV)
- Noorderwijk: Jozef Drijbooms (VNV)
- Oedelem: Marcel Matthijs (VNV)
- Oelegem: Vekemans (VNV)
- Oevel: Frans Van den Brande (VNV)
- Woelingen: Edouard Boulard (Rex)
- Onze-Lieve-Vrouw-Waver: M. Gevers (VNV)
- Oostende: Albert Van Laere (VNV) en Honoré Loones (VNV)
- Oostduinkerke: Honoré Loones (VNV)
- Oostkamp: Leo Vandekerckhove (VNV)
- Oostmalle: Frans Bertels (VNV)
- Oostrozebeke: Jeroom Ampe (VNV)
- Opglabbeek: Pieter Cardinael (VNV)
- Ophasselt: Edouard Van Hoorde (VNV)
- Ortho: Robert Cornet (Rex)
- Ottignies: Henri-Joseph Vansingle (Rex)
- Oudegem: Joseph Schoof (VNV)
- Oudenaarde: André Vandenberghe (VNV - DeVlag)
- Overrepen: Julien Cuyx (VNV)
- Pâturages: Richard René (Rex)
- Peruwelz: René Lombart (Rex)
- Philippeville: Gabriel Claes (Rex)
- Pommeroeul: René Dutoit (Rex)
- Poppel: J. Ruts (VNV)
- Putte: Prosper Borré (VNV)
- Puurs: Richard Philips (VNV)
- Quaregnon: Gabriel Cheron (Rex)
- Ransart: Jean Demaret (Rex)
- Ravels: Frans Van Oeckelen (VNV)
- Retie: Edgard De Vel (VNV)
- Rhisnes: Armand Godfroid (Rex)
- Rixensart: Ferdinand Evrard (Rex)
- Roeselare: Hendrik Demoen (VNV)
- Roly: Alexandre Leteul (Rex)
- Ronse: Leo Vindevogel (VNV)
- Rotem: Leon Van Oeteren (VNV)
- Rumst: De Winter (VNV)
- Rupelmonde: Achiel Claus (VNV)
- 's Herenelderen: Joris Hardy (VNV)
- Sautour: Alphonse Draelants (Rex)
- Schelle: L. Fleurackers (VNV)
- Scherpenheuvel: Emile-Philippe Swerts (VNV)
- Semmerzake: Armand De Paepe (VNV)
- Senzeille: Julien Leroy (Rex)
- Sint-Agatha-Rode: Alphonse Van Pee (VNV)
- Sint-Amands: Paul Van Asse (VNV)
- Sint-Andries: Elias Couvreur (VNV)
- Sint-Antelinks: Florent Fermon (VNV)
- Sint-Baafs-Vijve: Gaston Balcaen (VNV)
- Sint-Joris-Winge: Hector Huybens (VNV)
- Sint-Kruis: Gaston Meire (VNV)
- Sint-Michiels: Wilfried Van Damme (VNV)
- Sint-Niklaas: Emiel Van Haver (VNV)
- Sint-Pauwels: Albert Orlent (VNV)
- Sint-Truiden: Jozef Vrijdaghs (VNV - DeVlag)
- Solre-sur-Sambre: Robert Tholbecq (Rex)
- Spiere: Delfosse (Rex)
- Stevoort: Jozef Colemont (VNV)
- Stekene: Abdon Heyse (VNV)
- Temse: Juul De Frangh (VNV)
- Ternaaien: Lucien Mortroux (VNV)
- Ternat: Robert Agneessens (VNV)
- Tervuren: Petrus Michiels (VNV)
- Tessenderlo: Antoon Ariën (VNV)
- Tielt: Benoni David (VNV) - Frans Lefèvre (VNV)
- Tienen: Marcel Engelen (VNV)
- Tongeren: Hendrik Hansen (VNV)
- Tongerlo: Hubert Kunnen (VNV)
- Torhout: Germain Callens (VNV)
- Turnhout: Alphonse Van Hoeck (Katholieke partij, pro-Duits)
- Veldwezelt: Jozef Holans (VNV)
- Verrebroek: Jan-Jozef De Smit (VNV)
- Veurne: Alfons Trypsteen (VNV)
- Verviers: Paul Simon (Rex), Charles Hénault (Rex) en Albert Brouwers (Rex)
- Villers-le-Gambon: Marc Stordeur (Rex)
- Vilvoorde: Ernest Borrey (VNV)
- Visé: Jacques Houbiers (Rex)
- Vlekkem: Virgile Coppens (VNV)
- Voorde: Nestor Van Crombrugghe (VNV)
- Vlamertinge: Raf Six (VNV)
- Waarloos: Van Riet (VNV)
- Waarschoot: Leo Van de Wiele (VNV)
- Waasmunster: Paul Sergeant (VNV)
- Waasten: Leon Billiau (VNV)
- Wannegem-Lede: Joseph Vandekerckhove (VNV)
- Waregem: Jozef Van Heuverbeke (VNV)
- Wasmes: Achilles Lassoie (Rex)
- Weelde: Guillaume Swaan (VNV)
- Weerde: Frans Peeters (VNV)
- Westmalle: F. Faerts (VNV)
- Westvleteren: Georges Leroy (VNV)
- Wetteren: Jozef Duchâteau (VNV)
- Wevelgem: Michel Byttebier (VNV)
- Wezemaal: Emiel Van de Pol (VNV)
- Wijnegem: Frans Wuyts (VNV)
- Willebroek: Edmond De Ridder (VNV)
- Wingene: Frans Lefèvre (VNV)
- Wodecq: Jules Coppin (Rex)
- Woelingen: Edouard Boulard (Rex)
- Woesten: Maurice Clicteur (VNV)
- Wommelgem: Karel Hoeyberghs (VNV)
- Zandhoven: J. Van der Elst (VNV)
- Zele: Triphon De Beule (VNV)
- Zoerle-Parwijs: Valgaeren (VNV)
- Zottegem: Albert De Sutter (VNV)
- Zwijndrecht: V. Proost (VNV)

### De collaboratie in werking
Ook al wilden sommige burgemeesters een zekere neutraliteit behouden, waren ze toch meestal onderhevig aan de dubbele druk van de bezettende macht en van de plaatselijke VNV'ers. Velen waren overtuigd Duitsgezind en hadden dus die druk niet eens nodig. Een aantal onder hen droeg vaak het uniform als lid van de Dietsche Militie - Zwarte Brigade, terwijl ze weigerden de driekleurige burgemeesterssjerp te dragen. Ze organiseerden activiteiten op het gemeentehuis, zoals huldezittingen voor Oostfrontstrijders, of vergaderingen om leden te werven voor het VNV, de Dietsche Militie - Zwarte Brigade, het Vlaams Legioen en het Waals Legioen van de Waffen SS, de Vlaamse Wacht en de Gardes Wallonnes, de Fabriekswacht, de Boerenwacht, de Organisation Todt, de NSKK, de jongerenorganisaties zoals het Vlaams Nationaal Jeugdverbond en de Hitlerjugend, enz. Op het gemeentehuis en in de gemeentescholen verwijderden ze symbolen van de Belgische staat en portretten van leden van het Belgisch koningshuis, die ze vervingen door foto's van collaborateurs, zoals Staf Declercq, Reimond Tollenaere of Hendrik Elias. Aan dezelfden werden namen van pleinen of straten toegekend. Bij allerhande gelegenheden werden de verschillende georganiseerde groepen van volwassenen of jongeren die tot de collaboratie behoorden, opgeroepen voor betogingen en parades. Soms werd zelfs beroep gedaan op de Duitsers om parochiekerken te vorderen teneinde er rouwdiensten voor gesneuvelde Oostfronters te organiseren.
Gedurende de oorlog werden de aanslagen op collaborateurs vanaf 1942 talrijker. De burgemeester van Ransart en de twee opeenvolgende burgemeesters van Charleroi werden vermoord, evenals de burgemeesters van Sart-lez-Spa en Verviers. In Vlaanderen werden de burgemeesters van Melle, Heppen, Opglabbeek, Kuurne en Meerhout door het Verzet vermoord. Een dertigtal andere burgemeesters werden bij aanslagen zwaar of licht verwond. Ze maakten deel uit van de circa 850 collaborateurs die tijdens de oorlogsjaren door het verzet vermoord werden. Vanaf 1942 droegen veel burgemeesters een wapen en werden ze door lijfwachten vergezeld.
Bij de Bevrijding verdwenen de oorlogsburgemeesters en hun gezin enkele dagen voor of ten laatste de dag van de aankomst in hun gemeente van de geallieerde troepen. De vroegere burgemeesters die waren afgezet, als ze aanwezig en nog in goede gezondheid waren, hernamen automatisch hun functie. De niet-gevluchte oorlogsburgemeesters werden meest allen, als ze tot de VNV hadden behoord, gearresteerd en na verloop van tijd veroordeeld. De gevluchte burgemeesters werden meestal bij verstek veroordeeld en later opgepakt. De activiteiten van de meesten onder hen, in hun functie van oorlogsburgemeester, werden meestal eerder mild beoordeeld. Burgemeesters hadden immers vaak de bevolking of sommige van hun onderdanen kunnen helpen, en bij de beoordeling werd dan ook rekening gehouden met getuigenissen in hun voordeel. Wanneer zwaardere straffen vielen (de burgemeesters van Tienen en Ronse werden ter dood veroordeeld en geëxecuteerd), dan was het omdat naast hun functie als oorlogsburgemeester, zij ook beschuldigd werden een actieve rol te hebben gespeeld in de politieke of zelfs militaire collaboratie.
De Belgische regering in Londen had in mei 1944 besluitwetten uitgevaardigd waarbij alle beslissingen van de secretarissen-generaal en van hun ondergeschikte besturen gewoon werden vernietigd. Hierbij bevonden zich de benoemingen van oorlogsburgemeesters. Hun benoeming werd als onbestaande beschouwd en gaf alvast geen recht op pensioen of andere tegemoetkomingen. Ze werden evenmin opgenomen in de lijst van burgemeesters van hun gemeente en de bestuursperiode van hun afgezette voorganger behelsde zonder meer ook de oorlogsjaren. Veroordeelde burgemeesters, voormalige VNV'ers of Rexisten, kwamen niet meer in aanmerking voor een officiële benoeming. Uitzonderingen hierop waren, na het verkrijgen van eerherstel en het winnen van verkiezingen, Honoré Loones, van 1965 tot 1977 opnieuw burgemeester van Oostduinkerke, en Abdon Heyse van 1965 tot 1977 opnieuw burgemeester van Stekene.
In zijn uitgebreide publicaties over het onderwerp, kwam Nico Wouters tot de eindconclusie dat de oorlogsburgemeesters de belangrijkste instrumenten waren van het fascisme. Louter door hun aanwezigheid en gedrag ondersteunden ze de doorvoering van een autoritair staatsbestel naar nationaalsocialistisch model. Collaborerende burgemeesters vormden de lokale schakels van wat een permanente nazificatie van België moest worden. Hij maakte hierbij een verschil tussen de collaborerende burgemeesters en de anderen. Vertoonden VNV- en Rex-burgemeesters fundamenteel ander gedrag dan andere oorlogsburgemeesters? Het antwoord luidt Ja, zo concludeerde hij en hij onderstreepte hoe deze burgemeesters slaafs de bezetter hadden gevolgd en gehoorzaamd. Niettemin bleef ook hij in zijn conclusie kritisch voor de niet-Duitsgezinde burgemeesters: Oorlogsburgemeesters moesten werken in een autoritaire context met sterke Duitse druk. Dit bracht mee dat veel 'traditionele' oorlogsburgemeesters daden begingen die soms feitelijk overeenkwamen met die van VNV- en Rex-burgemeesters..